# 333省道 (浙江省)
S333省道又称六东线，是中国浙江省省道之一，原编号49省道。S333省道的起点是温州市永嘉县桥下镇六岙，终点为丽水市缙云县东渡镇，其中丽水境内部分路段与330国道合一。

## 改建
2013年1月19日，该省道青田县城过境段改造和边坡治理施工完成。
2016年9月17日，该省道青田石溪乡石溪村段和船寮镇雷石村段的一些行道树摇摇欲坠，遭路过行人投诉。养护部门表示将尽快除去这些已经死去的树木。
2016年10月13日，该省道永嘉桥下至桥头段改建工程项目获批。该项目建成后，将极大缓解该段省道交通拥堵状况。